# مايرون وايت
مايرون وايت (بالإنجليزية: Myron White)‏ هو لاعب كرة قاعدة أمريكي، ولد في 1 أغسطس 1957 في لونغ بيتش في الولايات المتحدة، وتوفي في 4 أغسطس 2018 في كابازون في الولايات المتحدة.

## وصلات خارجية
- مايرون وايت على موقع دوري كرة القاعدة الرئيسي (الإنجليزية)
- مايرون وايت على موقعبيزبول رفرنس.كوم (الدوري الرئيسي) (الإنجليزية)
- مايرون وايت على موقعبيزبول رفرنس.كوم (الدوري الثانوي) (الإنجليزية)
- مايرون وايت على موقع مشجعي الرسوم البيانية (الإنجليزية)